# Campiglossa granulata
Campiglossa granulata är en tvåvingeart som först beskrevs av Munro 1957.  Campiglossa granulata ingår i släktet Campiglossa och familjen borrflugor. Inga underarter finns listade.